# اکتنوسور
اکتنوسور(نام علمی: Ectenosaurus) نام یک سرده از تیره موساسوریان است.